# Via della Mosca
Via della Mosca è una strada del centro storico di Firenze, da piazza Mentana a via de' Neri (canto de' Soldani).

## Storia e descrizione
La denominazione trova presumibilmente origine dall'insegna di un'osteria, mentre la titolazione attestata in antico, via de' Bagnesi, faceva evidente riferimento alle case e alla torre che questa antica famiglia possedeva lungo via de' Neri e forse anche lungo questo breve tracciato. È ugualmente attestato nel Cinquecento il nome di via de' Soldani, in relazione al palazzo che ancora ne segna l'angolo con via de' Neri.
L'andamento non rettilineo della congiunzione con via de' Neri giunse, nelle piante ottocentesche che riportavano i tracciati delle antiche mura, a far ipotizzare il passaggio di una cerchia a questa altezza per giustificare il singolare tracciato. In realtà l'asse si era sviluppato tra la terzultima cerchia che passava lungo via dei Leoni (tratto rettilineo di via de' Neri verso via della Ninna) e la penultima cerchia, quella del 1172-1175, che scendeva verso l'Arno in corrispondenza di via de' Benci e che aveva una porta maggiore proprio dove nasceva via de' Neri, detta porta a' Buoi probabilmente per un mercato del bestiame che si teneva nello spazio antistante. Da qui le mura cambiavano direzione, seguendo sostanzialmente via dei Vagellai, per poi traversare l'attuale piazza Mentana e saldarsi al castello d'Altafronte. Dobbiamo quindi ritenere che il curvare della strada verso via della Mosca sia stato dovuto al naturale determinarsi di un tracciato che dall'esterno della città puntava verso l'attuale piazza Mentana, dove era uno scalo fluviale decisamente interessato da traffici e commerci.
Per quanto riguarda le trasformazioni subite nel tempo dalla strada si segnala il parziale rialzamento del piano stradale in occasione dei lavori che interessarono piazza Mentana, piazza dei Giudici e le zone limitrofe legati all'erezione del complesso del palazzo della Camera di Commercio (1858-1860).

## Descrizione
La strada, con pavimentazione a lastrico, che un tempo dove apparire oltremodo animata in quanto di comunicazione con il tiratoio dell'Arte della Lana (si veda a piazza Mentana) è oggi un asse viario decisamente secondario, a carattere residenziale popolare.

## Bibliografia

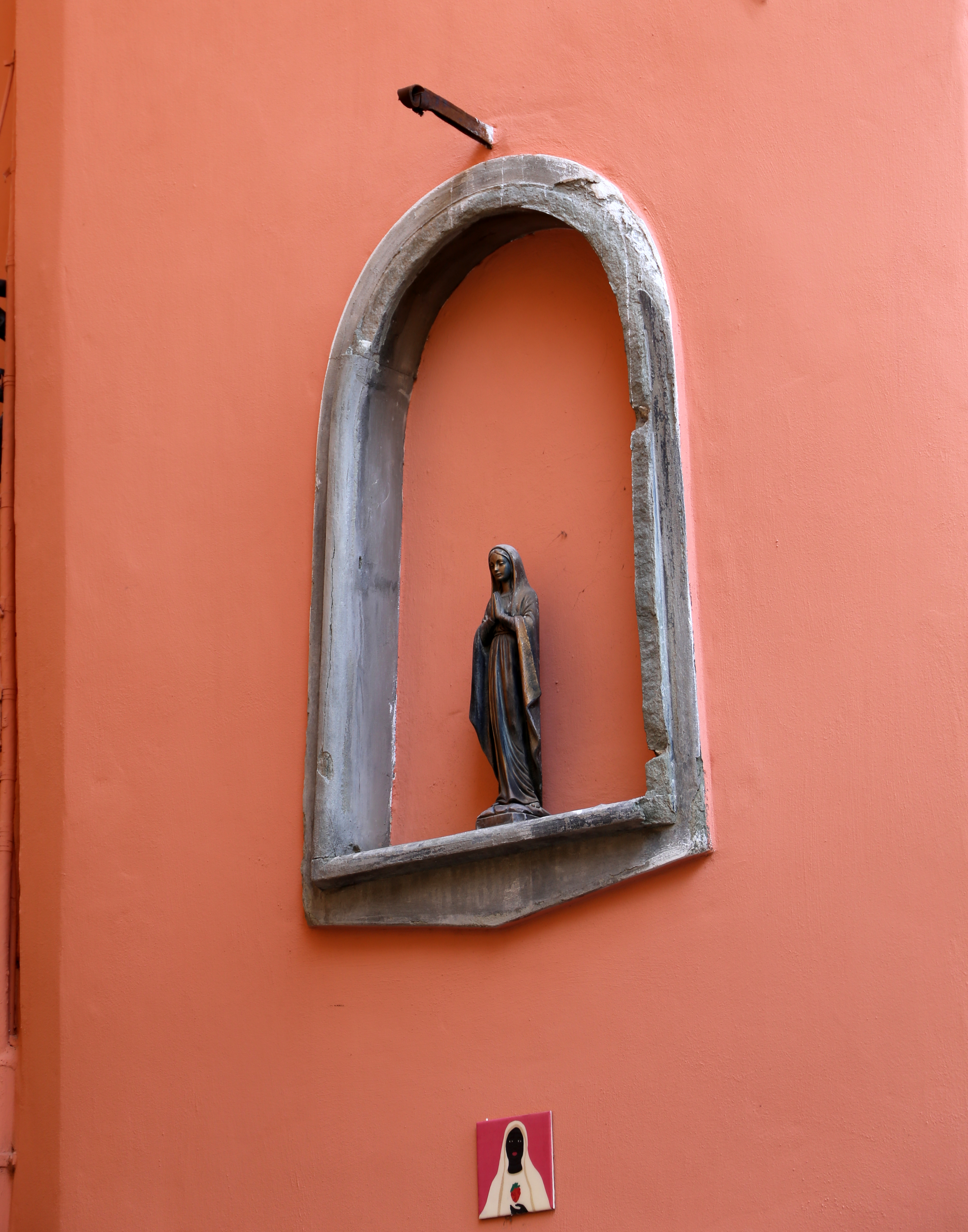
Il tabernacolo di via della Mosca oggi

### Edifici
| Immagine | N°   | Nome                             | Descrizione |
| -------- | ---- | -------------------------------- | --- |
|          | 2    | Casa                             | Si tratta di un edificio architettonicamente modesto, a cinque piani, che forma uno sprone tra via della Mosca e piazza Mentana. Lo si segnala in ragione della seguente nota presente nel repertorio di Bargellini e Guarnieri: "Sull'angolo smussato della piazza Mentana è rimasta una moderna cornice di pietra, dentro la quale era stato assicurato un bellissimo e delicatissimo tabernacolo ligneo quattrocentesco con la Madonna e il Bambino che stringe nella mano un cardellino. Venne asportato dopo l'alluvione, che fortunatamente non lo sommerse. Sembra però che sia stato sommerso dalla dimenticanza". |
|          | 2b   | Casa                             | Si tratta di un edificio architettonicamente modesto, a quattro piani su due assi, che presenta uno stemma in pietra con il giglio fiorentino e una sigla scarsamente leggibile. |
|          | 8    | Casa della chiesa di San Remigio | La casa è sicuramente da segnalare per la limitata estensione del fronte, definito da un solo asse di bucature a fianco del quale un'altrettanto modesta superficie a intonaco lascia intuire il vano di strette scale. Lo sviluppo in altezza per ben cinque piani dichiara un susseguirsi di soprelevazioni fino alla definizione dell'attuale configurazione. Dell'antica fondazione reca memoria un pietrino con una croce sul cui fusto si intreccia la lettera S accostata da una R, a indicare una proprietà riferibile alla vicina chiesa di San Remigio. Inferiormente è un'iscrizione non decifrabile per la consunzione della superficie. |
|          | s.n. | Palazzo Soldani                  | Il palazzo, di solido impianto trecentesco, presenta ampie arcate a piano terreno che segnano sia i fronti. Da tempo remoto appartenuto alla famiglia Soldani, nel 1437 ospitò uno dei primi Monti di Pietà per i prestiti agli indigenti. Tra gli episodi legati alla storia più recente si segnala l'integrale restauro della facciata nel 1908, che su via della Mosca ha previsto l'ampliamento, seppure in pietra artificiale su laterizio, del parato a bugnato che, probabilmente, si estendeva originariamente su questo lato per una porzione molto più limitata. Nell'ampio androne sono state riportate a vista, in un più recente intervento, due pilastri trecenteschi. Sul fronte, tra il primo e il secondo ricorso, è uno scudo con l'arme della famiglia Soldani di Santa Croce, del gonfalone Lion nero. Il palazzo appare nell'elenco redatto nel 1901 dalla Direzione Generale delle Antichità e Belle Arti, quale edificio monumentale da considerare patrimonio artistico nazionale. |